# Johann Moritz Hofmann
Johann Moritz Hofmann (également appelé Johann Moritz Hoffmann ou Johannes Mauricius Hoffmannus) est un médecin et professeur d'université allemand du Saint Empire, né le 6 octobre 1653 à Altdorf bei Nürnberg et mort le 31 octobre 1727 à Ansbach. 

## Biographie
Fils de Moritz Hofmann, il étudie la médecine, d'abord à l'université d'Altdorf et à l'université brandebourgeoise de Francfort, puis durant deux ans à l'université de Padoue. Après un séjour scientifique en Italie, il retourne à Altdorf, où il obtient son doctorat en 1675. À Altdorf, il est professeur extraordinaire pendant deux ans, avant d'être nommé professeur ordinaire d'anatomie. Cinq ans plus tard, il se voit confier la chaire de chimie, puis également la chaire de botanique après la mort de son père. En 1684, il est élu membre de la Leopoldina. En 1709, il abandonne son titre de professeur d'anatomie et devient professeur de médecine pratique.
En 1713, il s'installe à Ansbach, où il devient médecin particulier du margrave Guillaume-Frédéric. 

## Écrits
- (la) De gustu, 1689
- (la) Disquisitiones corporis humani anatomico-pathologicae, 1713